# LOST ANGELS (GACKTの曲)
『LOST ANGELS』（ロスト エンジェルズ）は、2009年6月24日にGACKTが発表した楽曲、および同曲を収録したシングル。通算33枚目のシングルである。

## 概要
- ソロデビュー10周年を記念した4週連続リリースの3週目に発売され、「THE 3rd HEAVEN」と冠されている。
- リリース当初、「No Reason」の冒頭数秒が欠けた状態で収録されてしまっており、「DEARS」による商品の交換が行われた。

## 収録曲
- 全作詞作曲:GACKT.C

1. LOST ANGELS (6:34)
読売テレビ系番組『情報ライブ ミヤネ屋』のエンディングテーマ。
ピアノとストリングスによる50秒近くのイントロの後、サビから入るミディアムテンポのバラードナンバー。
4週連続でリリースされたシングルの表題曲の中で、唯一『GACKT LIVE TOUR 2013 BEST OF THE BEST vol.1 M / W』で演奏されなかったが、同年に東京フィルハーモニー交響楽団を迎えて行われたクラシックコンサート『GACKT×東京フィルハーモニー交響楽団 華麗なるクラシックの夕べ』で演奏され、2018年にGACKTの45歳の誕生日を記念して行われた1夜限りのコンサート『GACKT’s -45th Birthday Concert- LAST SONGS』では、ゴールデンボンバーの鬼龍院翔と一緒に演奏され、オリジナルバージョンではおよそ9年振りに演奏された。
2. No Reason (4:23)
GACKTの語りから始まるアップテンポのロックナンバー。
前作の「Faraway 〜星に願いを〜」に引き続き、元L'Arc〜en〜Cielのsakuraがドラムを担当している。
7thアルバム『RE:BORN』には、イントロとアウトロが『Gackt Visualive Tour 2008-2009 Requiem et Reminiscence II -再生と邂逅-』及び、『GACKT VISUALIVE ARENA TOUR 2009 REQUIEM ET REMINISCENCE Ⅱ 〜鎮魂と再生〜』で演奏された時のアレンジに近いバージョンで収録されている。
3. Suddenly (5:32)
4. LOST ANGELS (Instrumental)
5. No Reason (Instrumental)
6. Suddenly (Instrumental)

## 参加ミュージシャン
- GACKT:ボーカル、全曲作詞&作曲
- Chachamaru:ギター、準プロデューサー
- YOU:ギター
- Ikuo:ベース
- 淳士:ドラム (#1、#3)
- Sakura:ドラム (#2)
- 大久保晶文:プログラミング&マニピュレーター (#1、#3)、ストリングスアレンジ (#1)

## 楽曲の収録アルバム
- RE:BORN (全曲)
- THE ELEVENTH DAY 〜SINGLE COLLECTION〜 (#1)